# Karin Erdmann
Pour les articles homonymes, voir Erdmann.
Karin Erdmann (née en 1948) est une mathématicienne allemande spécialisée dans les domaines de l'algèbre connus sous le nom de théorie des représentations, en particulier la théorie de la représentation modulaire, et l'algèbre homologique. Elle est maître de conférences émérite de l'université d'Oxford.

## Biographie
Karin Erdmann fait ses études à l'université de Giessen, en Allemagne, où elle soutient en 1976 sa thèse de doctorat intitulée 2-Hauptblöcke von Gruppen mit Dieder-Gruppen als 2-Sylow-Gruppen (Deux blocs principaux de groupes avec 2-sous-groupes Sylow dièdraux), sous la direction de Gerhard Michler.
Elle est membre du Somerville College d'Oxford et maître de conférence émérite à l'Institut de mathématiques (en) d'Oxford.

## Activités scientifiques
Elle a contribué à la compréhension de la théorie des représentations du groupe symétrique. Dans le cas modulaire de la théorie des représentations (sur des corps commutatifs infinis de caractéristique positive), Gordon James et Karin Erdmann ont utilisé les algèbres de Schur (en) pour montrer que les problèmes (toujours ouverts) de calculer les nombres de décompositions pour des groupes linéaires généraux et pour des groupes symétriques sont en fait équivalents.

## Prix et distinctions
Erdmann a été la première conférencière Emmy Noether de la Deutsche Mathematiker-Vereinigung (Société mathématique allemande) en 2008.  

## Publications
- (en) Karin Erdmann et Mark J. Wildon, Introduction to Lie algebras, Londres, Springer-Verlag London Ltd., coll. « Springer Undergraduate Mathematics Series », 2006, 251 p. (ISBN 978-1-84628-040-5, DOI 10.1007/1-84628-490-2, MR 2218355).
- (en) Karin Erdmann, Blocks of tame representation type and related algebras, vol. 1428, Berlin, New York, Springer-Verlag, coll. « Lecture Notes in Mathematics », 1990, 312 p. (ISBN 978-3-540-52709-1, DOI 10.1007/BFb0084003, MR 1064107).
- avec A. Skowronski, « Algebras of generalized quaternion type », Advances in Mathematics, vol. 349,‎ 2019, p. 1036-1116.
- avec A. Skowroński, « From Brauer graph algebras to biserial weighted surface algebras », Journal of Algebraic Combinatorics,‎ 2018.
- avec T. Conde, « The Ringel dual of the Auslander-Dlab Ringel algebra », Journal of Algebra, vol. 504, no 2018,‎ 506-535.
- avec P. Bergh, « The representation dimension of Hecke algebras and symmetric groups », Advances in Mathematics, vol. 228, no 4,‎ 2011, p. 2503-2521.
- avec O. Solberg, « Radical cube zero selfinjective algebras of finite complexity », Journal of Pure and Applied Algebra, vol. 215, no 7,‎ 2011, p. 1747-1768.
- avec K. Tan, « The non-projective part of the Lie module for the symmetric group », Archiv der Mathematik, vol. 96, no 6,‎ 2011, p. 513-518.
- avec K. Baur et A. Parker, « Delta-filtered modules and nilpotent orbits of a parabolic subgroup in O-N », Journal of Pure and Applied Algebra, vol. 215, no 5,‎ 2011, p. 885-901.